# Flotila ucigașă
Flotila ucigașă (1982, denumire originală Firefox cu sensul de Vulpea de foc) este un film de acțiune/thriller produs și regizat de Clint Eastwood, care joacă și în rolul principal. Scenariul are la bază romanul omonim scris de Craig Thomas și publicat în 1977.

## Actori/Roluri
- Clint Eastwood este          Mitchell Gant
- Freddie Jones este          Kenneth Aubrey
- David Huffman este          Buckholz
- Warren Clarke este          Pavel Upenskoy
- Ronald Lacey este          Semelovsky
- Kenneth Colley este          Colonel Kontarsky
- Klaus Löwitsch este          General Vladimirov
- Nigel Hawthorne este          Dr. Pyotr Baranovich
- Stefan Schnabel este          General Secretary Konstantin Chernenko
- Thomas Hill este          General Brown
- Clive Merrison este          Mahor Lanyev
- Kai Wulff este          Lt. Colonel Yuri Voskov
- Dimitra Arliss este          Dr. Natalia Baranovich
- Austin Willis este          Walters
- Michael Currie este          Captain Seerbacker
- Alan Tilvern este          Air Marshal Kutuzov